# Équipe de Bolivie de football à la Coupe du monde 1950
L'équipe de Bolivie de football participe à sa deuxième Coupe du monde lors de l'édition 1950 qui se tient au Brésil du 24 juin 1950 au 16 juillet 1950.
Le tournoi devait réunir seize nations réparties en quatre groupes de quatre équipes au premier tour, le vainqueur de chaque groupe se qualifiant pour la poule finale. Trois nations déclarent forfait et les groupes 3 et 4 ne comptent respectivement que trois et deux équipes. Le groupe 4, compte tenu des forfaits de la Turquie et de l'Écosse, se résume à une seule rencontre, véritable quart de finale, entre la Bolivie et l'Uruguay. La Céleste s'impose largement 8-0 et se qualifie pour la poule finale tandis que la Bolivie 2e du groupe se console avec un statut symbolique de quart de finaliste.

## Phase qualificative
Le pays est placé dans le groupe 7 en compagnie de l'Argentine et du Chili et deux places sont attribuées pour la Coupe du monde. Comme les Argentins déclarent forfaits, les deux autres nations se voient directement qualifiées.
|  | Équipe            | Pts | J | G | N | P | BP | BC | Diff |
|  | ----------------- | --- | - | - | - | - | -- | -- | ---- |
|  | Bolivie           |     |   |   |   |   |    |    |      |
|  | Chili             |     |   |   |   |   |    |    |      |
|  | Argentine forfait |     |   |   |   |   |    |    |      |

## Phase finale

### Premier tour, poule 4
| Classement final |                 |     |   |   |   |   |    |    |      |
|                  | Équipe          | Pts | J | G | N | P | BP | BC | Diff |
| 1                | Uruguay         | 2   | 1 | 1 | 0 | 0 | 8  | 0  | +8   |
| 2                | Bolivie         | 0   | 1 | 0 | 0 | 1 | 0  | 8  | -8   |
|                  | Turquie forfait |     |   |   |   |   |    |    |      |
|                  | Écosse forfait  |     |   |   |   |   |    |    |      |

| 2 juillet | Uruguay | 8 | 0 | Bolivie |

| 2 juillet 1950                    | Uruguay                                                                          | 8 - 0 | Bolivie | Stade de l'Indépendance, Belo Horizonte       |                                               |
| 15:00 · Historique des rencontres | Míguez 14e, 40e, 51e · Schiaffino 17e, 53e · Vidal 18e · Pérez 83e · Ghiggia 87e |       |         | Spectateurs : 5 000 Arbitrage : George Reader | Spectateurs : 5 000 Arbitrage : George Reader |
| 15:00 · Historique des rencontres | (Résumé)                                                                         |       |         | Spectateurs : 5 000 Arbitrage : George Reader | Spectateurs : 5 000 Arbitrage : George Reader |

## Effectif
L'Italien Mario Pretto est le sélectionneur de la Bolivie durant la Coupe du monde.
| No. | Pos.      | Joueur                     | Date de naissance et âge | Sélec. | Club                         |
| --- | --------- | -------------------------- | ------------------------ | ------ | ---------------------------- |
| -   | Défenseur | Alberto Alcha              | 3 avril 1920             | 23     | The Strongest La Paz         |
| -   | Attaquant | Víctor Celestino Algarañaz | 6 avril 1924             | 8      | Club Deportivo Litoral       |
| -   | Milieu    | Alberto Aparicio           |                          | 0      | Ferroviario La Paz           |
| -   | Milieu    | Duberty Aráoz              | 21 décembre 1920         | 10     | Club Deportivo Litoral       |
| -   | Gardien   | Vicente Arraya             | 25 janvier 1922          | 26     | Ferroviario La Paz           |
| -   | Milieu    | Juan Arricio               |                          | 0      | Ayacucho La Paz              |
| -   | Attaquant | Víctor Brown               | 7 mars 1927              | 2      | Club Deportivo Litoral       |
| -   | Défenseur | José Bustamante            | 5 mars 1922              | 31     | Club Deportivo Litoral       |
| -   | Milieu    | René Cabrera               |                          | 8      | Jorge Wilstermann Cochabamba |
| -   | Attaquant | Roberto Caparelli          | 18 novembre 1921         | 0      | The Strongest La Paz         |
| -   | Milieu    | Leonardo Ferrel            | 7 juillet 1923           | 18     | The Strongest La Paz         |
| -   | Attaquant | Benedicto Godoy            |                          | 9      | Ferroviario La Paz           |
| -   | Défenseur | Antonio Greco              | 1er janvier 1923         | 0      | Club Deportivo Litoral       |
| -   | Attaquant | Juan Guerra                |                          | 9      | Ferroviario La Paz           |
| -   | Attaquant | Benigno Gutiérrez          | 1er septembre 1925       | 15     | Club Deportivo Litoral       |
| -   | Gardien   | Eduardo Gutiérrez          | 17 janvier 1925          | 12     | Club Deportivo Ingavi        |
| -   | Attaquant | Benjamín Maldonado         | 1er janvier 1928         | 4      | San José Oruro               |
| -   | Attaquant | Mario Mena                 | 28 juillet 1928          | 9      | Club Bolívar                 |
| -   | Milieu    | Humberto Saavedra          |                          | 0      | The Strongest La Paz         |
| -   | Milieu    | Eulogio Sandoval           |                          | 0      | Club Deportivo Litoral       |
| -   | Attaquant | Víctor Ugarte              | 5 mai 1926               | 16     | Club Bolívar                 |
| -   | Milieu    | Antonio Valencia           | 5 mai 1925               | 9      | Club Bolívar                 |

## Navigation